# Alburnus chalcoides
Alburnus chalcoides é uma espécie de Actinopterygii da família Cyprinidae.
Pode ser encontrada nos seguintes países: Austria, Bósnia e Herzegovina, Bulgária, Croácia, Alemanha, Hungria, Itália, Roménia, Sérvia e Montenegro, Turquemenistão e Uzbequistão.